# إيفكي فان بيلكوم
إيفكي فان بيلكوم (مواليد 22 يوليو 1986) هي لاعبة كرة ماء هولندية، تمثل منتخب هولندا في المحافل الدولية..

## وصلات خارجية
- إيفكي فان بيلكوم على موقع اللجنة الأولمبية الدولية (الإنجليزية)
- إيفكي فان بيلكوم على موقع أوليمبيديا (الإنجليزية)